# Huh Kyung-young

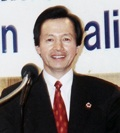
Huh Kyung-young, 2012

Huh Kyung-young (* 1. Januar 1950 in Jongno-gu, Seoul) ist ein südkoreanischer Politiker der von ihm gegründeten Nationalrevolutionären Dividendenpartei (국가혁명배당금당). Er bewarb sich bei der Präsidentschaftswahl in Südkorea 2022 zum dritten Mal erfolglos um das Amt des Präsidenten der Republik Korea.
Huhs Politik wird der Satirepolitik zugerechnet.

## Werdegang
Über Huhs frühes Leben ist nicht viel bekannt. Sein Vater wurde angeblich zu Beginn des Koreakriegs hingerichtet, da er im Verdacht stand Kommunist zu sein. Mit vier Jahren verlor Huh auch seine Mutter.
Huh war Kandidat bei der Präsidentschaftswahl 1997 und 2007. Er erreichte jedoch nur 0,2 bzw. 0,4 % der Stimmen. Nach seiner Kandidatur 2007 wurde Huh für 10 Jahre mit einem politischen Ämterverbot und 18 Monaten im Gefängnis bestraft, da er falsche Behauptungen über die gewählte Präsidentin Park Geun-hye in Umlauf brachte. Er behauptete er sei mit ihr verlobt und, dass sie ihn heiraten würde wenn er Präsident werden würde. Des Weiteren gab er an als offizieller Vertreter Südkoreas an George W. Bushs Amtseinführungsbankett teilgenommen zu haben und ein Adoptivsohn des Gründers der Samsung Group, Lee Byung-chull zu sein.
Bei der Bürgermeisterwahl in Seoul 2021 erhielt er knapp über einem Prozent der Stimmen und wurde Drittplatzierter.
In seinem Himmelspalast genannten Gebäudekomplex in Yangju hält Huh Vorträge ab. Diesen registrierte er als religiöse Organisation und es finden sich zahlreiche Porträts von ihm darin. Die Organisation wird von der Öffentlichkeit als Sekte wahrgenommen. In der Vergangenheit wurde ihm bereits häufiger Betrug vorgeworfen.
Huh veröffentlichte seit dem Nationaler Tag der Befreiung Koreas 2009 bereits diverse Lieder. Im Jahr 2000 veröffentlichte er sein Buch Die Mugunghwa-Blüte ist nicht verwelkt (무궁화 꽃은 지지 않았다).

## Behauptungen und Wahlversprechen
Huh gibt immer wieder unrealistische und exzentrische Wahlversprechen und Angaben zu seiner eigenen Person ab. Er behauptet, dass er die Fähigkeit zum Schweben besitzt, über einen IQ von 430 verfügt sowie in der Lage ist, sich rasend schnell zu bewegen (축지법). Zudem gab er an Michael Jacksons Seele hätte ihn drei Tage vor dessen Tod besucht. Huh gibt an nie verheiratet gewesen zu sein. Es wird jedoch auch behauptet, dass er mehrmals verheiratet war und einen Sohn hat.
Bei der Wahl 1997 sprach er sich dafür aus der Joseon-Dynastie wieder an die Macht zu verhelfen und Seoul mit der umliegenden Provinz Gyeonggi-do zu vereinigen. Er sprach sich dafür aus, frisch verheirateten Paaren 100 Millionen Won auszubezahlen und das UNO-Hauptquartier nach Panmunjeom verlegen zu lassen. Huh spricht sich für ein monatliches Bedingungsloses Grundeinkommen aus und will jedem Staatsbürger ab 18 Jahren 100 Millionen Won ausbezahlen, sollte er Präsident werden. Wer ein Kind bekommt soll zusätzlich 50 Millionen Won erhalten. Die Verkündigung seiner Präsidentschaftskandidatur 2021 verknüpfte er mit einem historischen Reenactment des Imjin-Kriegs, wobei er auch in seinem Rolls-Royce vorfuhr.